# Baltazarino Andrade
Baltazarino Araújo Andrade (Frei Paulo, 8 de maio de 1927 - Barreiras, 12 de agosto de 2007), mais conhecido como Baltazarino Andrade, foi um empresário e político brasileiro tendo sido filiado pela última vez ao Partido da Frente Liberal (PFL), atual UNIÃO. foi deputado estadual pela Bahia, prefeito de Governador Balbino, atual município de Barreiras por dois mandatos e vereador de Cotegipe.
Morreu aos 80 anos em decorrência de um derrame cerebral e acidente vascular cerebral.

## Biografia
Cursou o primário em Aracaju, cerca de 70km de sua cidade natal,pecuarista foi empresário no setor de comunicação no oeste da Bahia, fora um dos sócio da TV Oeste (filial da TV Bahia), afiliada da Rede Globo em Barreiras.